# باسكال دوبويه
باسكال دوبويه هو لاعب هوكي جليد كندي، ولد في 7 أبريل 1979 في لافال في كندا.

## وصلات خارجية
- باسكال دوبويه على موقع دوري الهوكي الوطني (الإنجليزية)
- باسكال دوبويه على موقع EliteProspects.com (الإنجليزية)
- باسكال دوبويه على موقع Eurohockey.com (الإنجليزية)
- باسكال دوبويه على موقع HockeyDB.com (الإنجليزية)
- باسكال دوبويه على موقع Hockey-Reference.com (الإنجليزية)